# Фіфі Добсон
Феліція Лілі «Фіфі» Добсон (англ. Felicia Lily "Fefe" Dobson; нар. 28 лютого 1985, Торонто, Онтаріо, Канада) — канадська панк-поп-співачка та автор пісень. Народившись в Торонто, почала виконувати пісні у підлітковому віці та отримала пропозицію підпису контракту із лейблом Jive Records, яку проте відхилила. Пізніше підписала угоду із Island/Def Jam і у 2003 випустила свій дебютний студійний альбом «Fefe Dobson». Сингли «Bye Bye Boyfriend» та «Don't Go (Girls and Boys)» досягли успіху на канадському чарті Canadian Hot 100, і за які Добсон отримала дві номінації Джуно. У 2006 випустила другий альбом «Sunday Love», а у 2010 вийшов її третій альбом «Joy».

## Біографія

### Раннє життя
Феліція Лілі «Фіфі» Добсон народилася 28 лютого 1985 у передмісті Торонто — Скарборо. Матір має англійське, нідерландське, індіанське та ірландське коріння; її батько ямайського походження.

## Дискографія
Студійні альбоми
- Fefe Dobson (2003)
- Sunday Love (2006 / 2012)
- Joy[en] (2010)

## Нагороди та номінації
| Рік  | Нагорода                                                             | Реципієнт           | Результат |
| ---- | -------------------------------------------------------------------- | ------------------- | --------- |
| 2003 | CASBY Award for Favourite New Single                                 | «Bye Bye Boyfriend» | Номінація |
| 2004 | Canadian Radio Music Award for Best New Solo Artist [CHR (Top 40)]   | «Take Me Away»      | Номінація |
| 2004 | MuchMusic Video Awards for Best Pop Video                            | «Take Me Away»      | Перемога  |
| 2004 | Muchmusic Video Awards for People's Choice Favourite Canadian Artist | «Take Me Away»      | Перемога  |
| 2005 | Juno Award for Pop Album of the Year                                 | Fefe Dobson         | Номінація |
| 2005 | Juno Award for New Artist of the Year                                | Herself             | Номінація |
| 2011 | Much Music Video Awards for Video of the Year                        | «Ghost»             | Номінація |
| 2011 | Much Music Video Awards for Pop Video of the Year                    | «Ghost»             | Номінація |
| 2011 | Much Music Video Awards for International Video by a Canadian        | «Stuttering»        | Номінація |
| 2011 | Much Music Video Awards for «Ur Fave Video»                          | «Stuttering»        | Перемога  |
| 2012 | Canadian Radio Music Awards — Chart Topper                           | Fefe Dobson         | Перемога  |
| 2012 | Canadian Radio Music Awards — Fan Favourite                          | «Stuttering»        | Перемога  |
| 2012 | Canadian Radio Music Awards — SOCAN Song of the Year                 | «Stuttering»        | Перемога  |